# اچ‌دی ۱۰۱۹۳۰

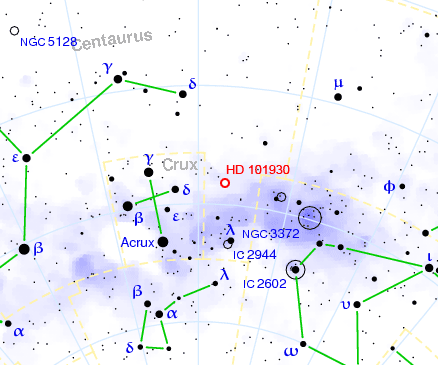
مکان اچ دی ۱۰۱۹۳۰

اچ‌دی ۱۰۱۹۳۰ یک ستاره است که در صورت فلکی قنطورس قرار دارد.